# L'infernale Quinlan
L'infernale Quinlan (Touch of Evil) è un film del 1958 scritto, diretto e interpretato da Orson Welles, liberamente tratto dal romanzo Badge of Evil di Whit Masterson (edito in Italia nel numero 417 della collana Il Giallo Mondadori con il titolo Contro tutti).
Nel 1993 è stato scelto per la conservazione nel National Film Registry della Biblioteca del Congresso degli Stati Uniti.

## Trama
(Tanya)

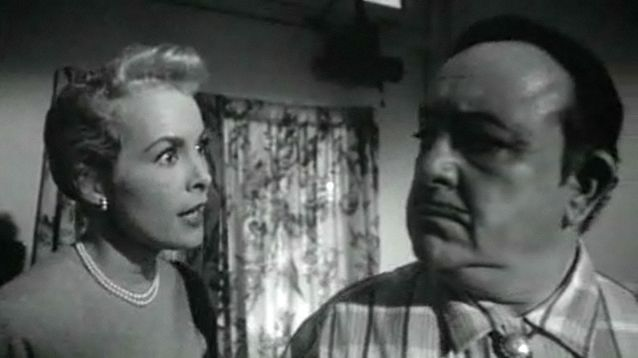
Janet Leigh e Akim Tamiroff

Il funzionario del governo messicano Miguel Vargas, procuratore speciale impegnato nella lotta alla famiglia Grandes che gestisce un imponente traffico di stupefacenti, ha appena attraversato il confine con gli Stati Uniti per recarvisi in luna di miele con la moglie Susan. Per caso i due assistono alla morte di un facoltoso imprenditore, la cui auto salta in aria nella località di Los Robles, subito dopo il confine tra gli Stati Uniti e il Messico. La polizia americana chiama a indagare sul delitto il capitano Quinlan, uomo dal carattere difficile e autoritario, ma Vargas partecipa alle indagini. Susan nel frattempo riceve minacce da parte di Joe Grandes, fratello del gangster in carcere grazie alle indagini di Vargas, che cerca di usarla per impedire al poliziotto di testimoniare al processo.
Le indagini sull'omicidio si concentrano sull'amante della figlia dell'imprenditore, Manolo Sanchez. Durante una perquisizione nel suo appartamento, nel bagno vengono rinvenuti due candelotti di dinamite in una scatola. Ma Vargas quella scatola l'aveva fatta cadere per sbaglio, pochi minuti prima del ritrovamento, ed era vuota. Vargas si accorge quindi che Quinlan ha prodotto una prova falsa e che questa pratica disonesta fa parte dei suoi abituali metodi d'indagine. Infatti, sfogliando nei vecchi verbali, scoprirà numerosissimi casi in cui le prove prodotte da Quinlan e dal suo fedele collaboratore, il sergente Menzies, sono state contestate. 

Orson Welles e Charlton Heston in una scena del film

Quinlan, che è comunque convinto di servire la giustizia, sebbene con metodi non ortodossi, non può ammettere queste accuse che rischiano di compromettere la sua reputazione. Joe Grandes vede in ciò un'opportunità per liberarsi di Vargas, e propone a Quinlan un'alleanza: "La reputazione di qualcuno verrà rovinata; perché non quella di Vargas?". Ne consegue che Quinlan, che è un ex-alcolizzato, si ubriaca con Grandes in una bettola suggellando il patto. Il diabolico piano dei due consiste nel drogare Susan e farla ritrovare dalla buoncostume, in modo da minare la credibilità di Vargas e poterlo così ricattare.
Susan viene quindi rapita, drogata, e chiusa nella camera di un albergo malfamato. Ma Quinlan non si accontenta di questa messa in scena e uccide Joe Grandes nella stessa camera strangolandolo. Susan, ritrovata in stato confusionale accanto al cadavere di Grandes, viene arrestata con l'accusa di omicidio. Il sergente Menzies, però, trova il bastone di Quinlan sul luogo del delitto e capisce tutto. Nonostante Quinlan un tempo gli abbia salvato la vita e sia il suo migliore amico, Menzies decide di rivelare a Vargas la sua scoperta e collaborare con lui.
Munito di un microfono nascosto fornitogli da Vargas, Menzies va a cercare Quinlan, che nel frattempo si è recato dalla sua amica Tanya, tenutaria di un bordello. Quinlan, ubriaco, esce e segue Menzies confessandogli sia il complotto ai danni della moglie di Vargas, sia l'uso disinvolto di prove false per risolvere numerosi casi in passato, mentre Vargas, che li segue non visto a poca distanza, registra la conversazione. Quinlan, però, ode a un tratto la sua stessa voce che riverbera da sotto un ponte dove Vargas è nascosto, scopre dunque l'inganno e spara a Menzies con la pistola del poliziotto messicano, rubata al momento del rapimento della moglie. Poi minaccia di uccidere anche Vargas, dicendogli che farà ricadere su di lui la colpa dell'omicidio di Menzies. Il sergente tuttavia non è ancora morto, e con le ultime forze rimaste spara a Quinlan ferendolo mortalmente. Dopo aver dato un ultimo saluto al compagno, Quinlan muore cadendo in un canale.
Nel frattempo sopraggiunge il procuratore Adair portando con sé Susan ormai scagionata, e annunciando che Manolo Sanchez che si è dichiarato colpevole dell'attentato di cui Quinlan lo aveva accusato.

## Produzione

### Riprese
I primi tre minuti del film sono girati senza tagli, con uno dei piani sequenza più famosi della storia del cinema. L'azione è ripresa in uno spazio molto grande, in cui viene presentato l'antefatto (la sistemazione della dinamite nella macchina) e tutti i personaggi principali del film.
Le riprese si sono svolte negli Universal Studios di Hollywood e in esterni a Venice, California, la maggior parte dei casi con un grandangolo di 18,5 mm.

## Director's cut
Prima della distribuzione nelle sale cinematografiche nel 1958, la Universal tolse il film di mano al regista in postproduzione e ne tagliò una ventina di minuti, riducendolo alla durata di 93, facendo girare nuove scene, dirette da Harry Keller, e modificando il primo montaggio.
Nel 1976 scoprì nei suoi archivi una versione di 108 minuti e la distribuì come "ritrovamento".
Negli anni novanta il produttore Rick Schmidlin, ammiratore di Welles, si propose di restaurarlo con maggiore cura filologica, ripristinandolo per quanto si è potuto fare nella sua forma originaria, pulendo il famoso piano sequenza iniziale dai titoli di testa. Il restauro, terminato nel 1998, fu realizzato a cura di Walter Murch e questa versione di 112 minuti è ora proposta in DVD dalla stessa Universal la quale, in seguito alle modifiche effettuate, ha richiesto anche un nuovo doppiaggio italiano. Quando nel 1999 il restauro fu presentato al Festival di Torino, gli spettatori credettero che la nuova versione stravolgesse il film per come era uscito al cinema. Infatti, scene originariamente parte del secondo tempo erano ora spostate nel primo. La proiezione fu però interrotta dal direttore del festival Steve Della Casa, per spiegare al pubblico che il proiezionista aveva inavvertitamente scambiato i rulli della pellicola.

## Citazioni e riferimenti
- Il film viene ironicamente citato in una scena di Ed Wood di Tim Burton: Ed Wood (Johnny Depp), parlando con Orson Welles (Vincent D'Onofrio), si lamenta di come i produttori vogliano sempre imporre gli attori sbagliati per interpretare certe parti nei film, al che il regista risponde "Ah, non me ne parli! Presto dovrò girare un giallo per la Universal, ma vogliono che Charlton Heston impersoni un messicano!"
- Il film viene citato pure nel film I protagonisti (1992) di Robert Altman. Durante il piano sequenza iniziale il responsabile della sicurezza di uno studio hollywoodiano elogia il valore stilistico del piano sequenza facendo riferimento proprio al magistrale incipit de L'infernale Quinlan.
- Il film viene citato pure nel film Get Shorty (1995) di Barry Sonnenfeld.
- Un brano della colonna sonora di Henry Mancini venne utilizzato come titoli di testa del film Contratto per uccidere (1964) di Don Siegel.
- Nel film In Bruges (2008) di Martin McDonagh il killer Ken (Brendan Gleeson), mentre è nella stanza dell'hotel, guarda la sequenza iniziale del film trasmesso in televisione.
- Una scena del film compare nel film Basta che funzioni (2009) di Woody Allen.
- Una locandina del film è presente nell'ufficio dell'amico e collaboratore del Dr House, Willson, come riferimento all'uomo con il bastone, come nella serie tv Dr. House.